# Pieter Johannes Veth
Pieter Johannes Veth (Dordrecht, 2 december 1814 – Arnhem, 14 april 1895) was een Nederlands geograaf, etnoloog en historicus. Veth was een van de oprichters en eerste voorzitter van het Koninklijk Nederlands Aardrijkskundig Genootschap. Hij was tevens medeoprichter van het Indisch Genootschap.

## Jeugd en studie
Pieter Veth werd geboren in Dordrecht, waar zijn ouders (Huibert Veth en Cornelia Pické) een handel in ijzerwaren dreven. Pieter viel op door zijn slimheid en mocht theologie studeren aan de Leidse universiteit. Veth studeerde naast theologie ook letteren, met name Hebreeuws en Arabisch. In 1840 promoveerde hij in Leiden op een transcriptie van een Arabisch handschrift.

## Werk
Nog voor zijn promotie in Leiden werd Veth aangesteld als docent Engels en Maleis op de Koninklijke Militaire Academie in Breda. In 1841 volgde een aanstelling als hoogleraar Arabisch en Hebreeuws aan het athenaeum illustre te Franeker, de opvolger van de Franeker universiteit, en nog twee jaar later hield Veth zijn oratie als hoogleraar aan het Athenaeum Illustre in Amsterdam. In 1864 vertrok hij naar Leiden, waar hij ging werken als hoogleraar aan de Rijksinstelling van Onderwijs in Indische Taal- en Letterkunde te Leiden. Uiteindelijk volgde in 1877 zijn aanstelling als professor Aziatische Talen en Culturen, Indische Taal- Land- en Volkenkunde, Nederlands-Indië aan de Universiteit Leiden. In 1885 nam Veth officieel afscheid van de universiteit, al bleef hij tot lang daarna publiceren. Veths wetenschappelijke belangstelling was veelzijdig: hij schreef over zeer diverse onderwerpen, schreef inleidingen bij het werk van vele anderen en verzorgde diverse uitgaven. Zijn grootste belangstelling lag bij de studie van Indonesië: zijn vierdelige werk over Java is daar een welsprekend bewijs van.

## De Gidsen hetKoninklijk Nederlands Aardrijkskundig Genootschap
Veth was een veelzijdig en maatschappelijk betrokken persoon. Buiten zijn werk voor het Nederlands Bijbelgenootschap, de Maatschappij tot Nut van 't Algemeen en het Koninklijk Instituut van Wetenschappen, was hij betrokken bij diverse landelijke commissies, onder meer op het gebied van onderwijs. Veth was daarnaast lid van de Koninklijke Nederlandse Academie van Wetenschappen. Van belang waren verder vooral zijn langdurig (45-jarig) en productief (1.845 bladzijden) redacteurschap van De Gids en zijn rol bij de oprichting (en voorzitterschap) van het Koninklijk Nederlands Aardrijkskundig Genootschap.

## Varia

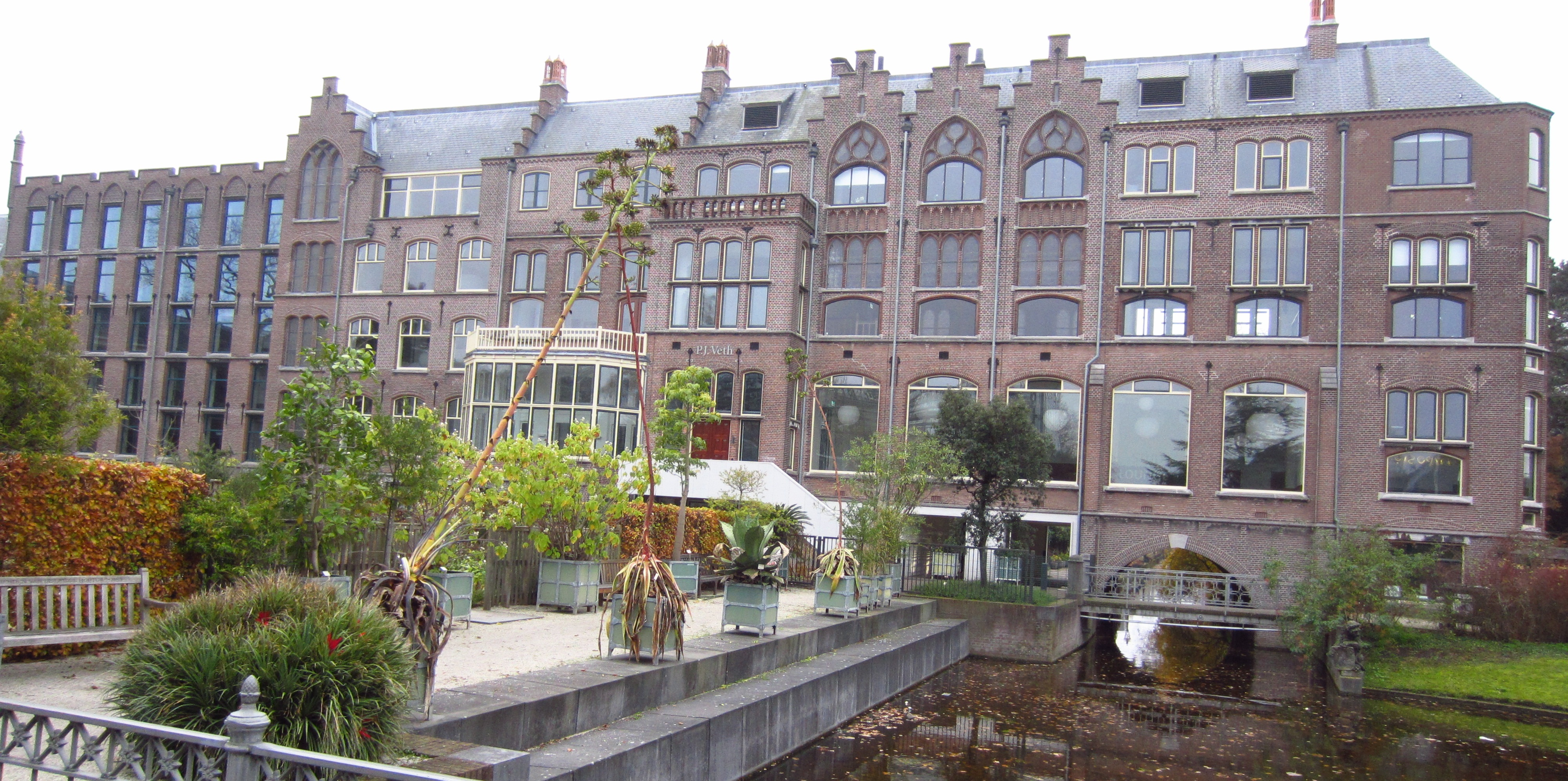
P.J. Veth-gebouw vanaf Hortus botanicus

In het gebouw aan de Nonnensteeg van de Leidse universiteit waren rond de eeuwwisseling onder meer drie instituten gevestigd: het Instituut Kern, het International Institute for Asian Studies (IIAS) en het Centre of Non-Western Studies (CNWS; The School of Asian, African, and Amerindian Studies). Vanwege Veths belang voor de Leidse universiteit werd het gebouw hernoemd tot P.J. Veth-gebouw. Sinds 2009 is het gebouw eerst aan de buitenzijde opgeknapt. In 2016 en 2017 is de rest van het gebouw gemoderniseerd. Sinds 2018 is een deel van de letterenfaculteit van de Universiteit Leiden in het pand gevestigd, waaronder filosofie.